# Justin Leon
Justin Leon (Conway, Arkansas, 29 de julio de 1995) es un baloncestista estadounidense que pertenece a la plantilla del Club Trouville de la Liga Uruguaya de Básquetbol
Con 2,03 metros de estatura, juega en la posición de Ala-pívot

## Trayectoria deportiva

### Universidad
Tras pasar dos años en el community college de Shawnee, donde en 2015 fue elegido All-American de la NJCAA tras promediar 21,5 puntos y 10,0 rebotes por partido, fue transferido a los Gators de la Universidad de Florida, donde jugó dos temporadas más, en las que promedió 6,4 puntos y 3,6 rebotes por partido.

### Profesional
Tras no ser elegido en el Draft de la NBA de 2017, realizó la pretemporada con los Oklahoma City Blue de la G League, con quienes finalmente firmó contrato. En su primera temporada en el equipo promedió 8,4 puntos y 4,3 rebotes por partido.
Al año siguiente disputó las Ligas de Verano de la NBA con los Oklahoma City Thunder, pero apenas contó con minutos de juego. Finalmente regresó a los Blue para una segunda temporada.